# David Villarroel
David Alejandro Villarroel García (Concepción, 27 de julio de 1992) es un futbolista chileno que juega como defensa y su equipo actual es Independiente de Cauquenes de la Segunda División de Chile.

## Trayectoria
Fue formado en las inferiores de Fernández Vial, en el año 2010 llega a Rangers de Talca, donde hace su debut en el profesionalismo, en el año 2013 es Naval de Talcahuano quien se hace de sus servicios, sin embargo deja el club a fines del año 2014.
En enero del año 2015 es anunciado como refuerzo en Malleco Unido, pero no jugó un solo encuentro por Los Leones de Nahuelbuta ya que se marchó a Deportes Rengo, incluso ganando la Copa Absoluta 2015 con el equipo de la sexta región.
Al comenzar la temporada 2016, su pase es adquirido por Deportes Copiapó, sin embargo fue cedido a su club formativo, Fernández Vial que reaparecía tras 3 años de inactividad, al cabo de 6 meses se hace efectivo el regreso de Villarroel al club dueño de su pase, Deportes Copiapó. Después vuelve a Fernández Vial donde logra el ascenso al fútbol profesional con una final con más de 20.000 personas.

## Selección nacional
En el año 2009 fue convocado por César Vaccia para ser parte de la selección que participó en el Sudamericano Sub-17 en la ciudad de Iquique, donde quedaron eliminados en fase de grupos.
| Torneo                                 | Sede  | Resultado      |
| -------------------------------------- | ----- | -------------- |
| Campeonato Sudamericano Sub-17 de 2009 | Chile | Fase de grupos |

## Clubes
| Club                       | País  | Año           |
| -------------------------- | ----- | ------------- |
| Rangers                    | Chile | 2010-2012     |
| Naval                      | Chile | 2013-2014     |
| Deportes Rengo             | Chile | 2015          |
| Fernández Vial             | Chile | 2016          |
| Deportes Copiapó           | Chile | 2016          |
| Fernández Vial             | Chile | 2017          |
| Independiente de Cauquenes | Chile | 2018-presente |